# Aulonogyrus capensis
Aulonogyrus capensis is een keversoort uit de familie van schrijvertjes (Gyrinidae). De wetenschappelijke naam van de soort is voor het eerst geldig gepubliceerd in 1781 door Thunberg.